# Ladislao Vajda
Ladislao Vajda, född Vajda László 18 augusti 1906 i Budapest, död 22 januari 1965 i Barcelona, var en ungersk manusförfattare och filmregissör.

## Filmografi i urval
- 1937 – Gule generalen (regi)
- 1947 – Kärlekens ö (regi)
- 1950 – Kvinna i mörker (regi)
- 1955 – Sången om Marcelino (manus, regi)
- 1956 – Onkel Jacinto (manus, regi)
- 1957 – En ängel flög över Brooklyn (manus, regi, producent)
- 1958 – Brott på ljusa dagen (manus, regi)
- 1959 – Han gick genom väggen (regi)
- 1961 – Der Lügner (regi)
- 1963 – Das Feuerschiff (regi)